# Lofotr Vikingmuseum

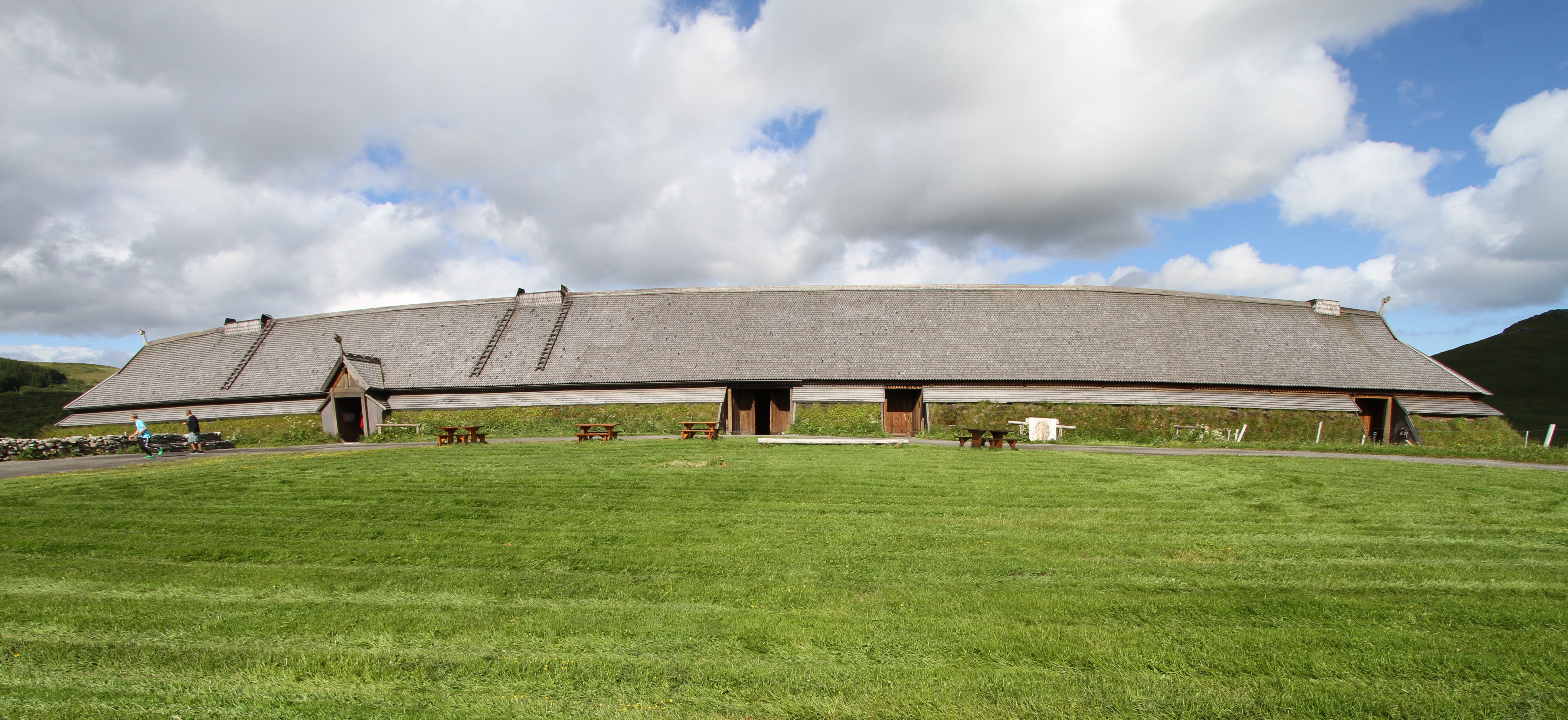
Lofotr Vikingmuseum

Het Lofotr Vikingmuseum is een museum op Vestvågøy op de Lofoten in Noorwegen. Het museum ligt in het dorpje Borg en omvat de reconstructie en opgraving van een dorp van de Vikingen. Het eerste vikinggebouw werd in 1983 ontdekt.